# Kause
Kause est un village dans le comté de Pärnu, dans l'ouest de l'Estonie.